# لويس جاي سالمون
لويس جاي سالمون (بالإنجليزية: Louis J. Salmon)‏ هو لاعب كرة قدم أمريكية أمريكي، ولد في 10 يونيو 1880 في سيراكيوز في الولايات المتحدة، وتوفي في 27 سبتمبر 1965 في قرية ليبرتي في الولايات المتحدة.